# Colletes microdontus
Colletes microdontus là một loài Hymenoptera trong họ Colletidae. Loài này được Cockerell mô tả khoa học năm 1937.